# Molfetta
Molfetta je italské město v oblasti Apulie, na pobřeží Jaderského moře, 25 km od hlavního města provincie Bari.

## Vývoj počtu obyvatel
Počet obyvatel